# Osada fabryczna Cukrowni Ciechanów

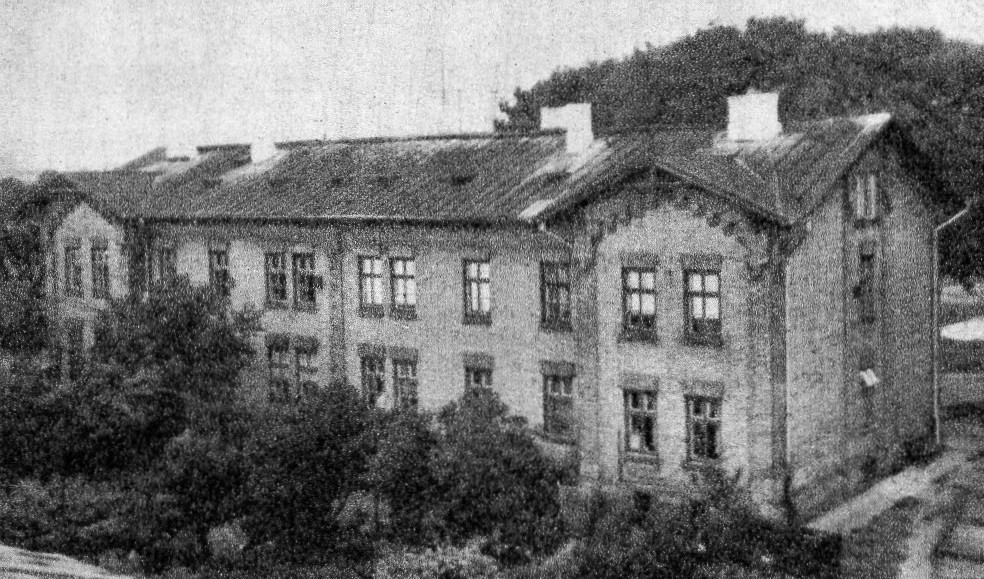
Jeden z domów osiedla (1983)

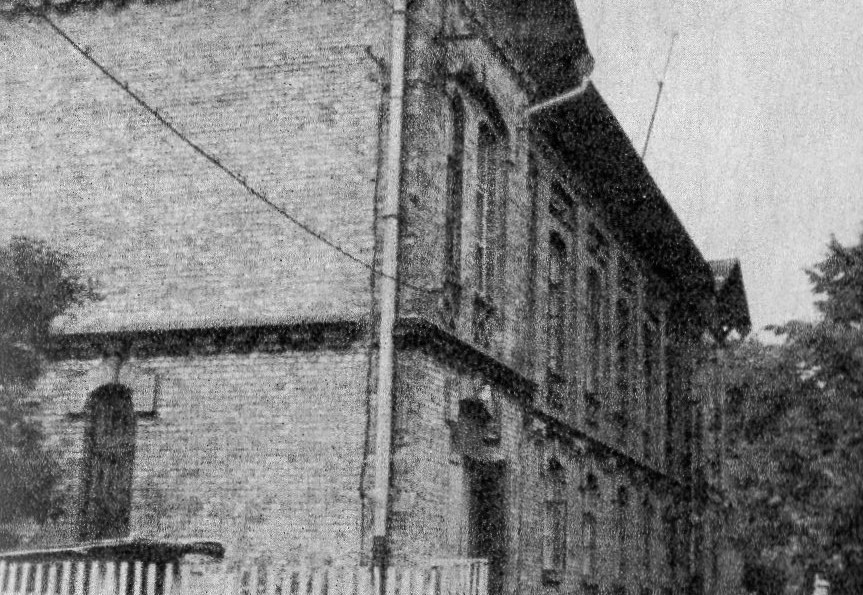
Szkoła (1983)

Osada fabryczna Cukrowni Ciechanów – osiedle robotnicze będące częścią zespołu Cukrowni Ciechanów w Ciechanowie. Zlokalizowane jest w widłach ulic Mleczarskiej i Fabrycznej, na południe od zabudowań zakładu.
Osada powstawała od 1882 do 1897, a pierwszy dom zbudowano tuż po wzniesieniu samej cukrowni. Projektantami byli alzatczycy: August Schürr i jego syn - Wiktor. Całość składa się z czterech budynków mieszkalnych: parterowego i trzech piętrowych (ceglanych, nietynkowanych). Kolonia zaplanowana była na sto rodzin. Wzniesiono tu też szkołę z mieszkaniami dla nauczycieli. Budynek szkolny charakteryzuje się bogatym detalem architektonicznym. Oprócz tego powstała ochronka dla małych dzieci, pralnia, magiel, chlewiki, komórki, murowane piwnice i ustępy.
Osada robotnicza przy cukrowni była ewenementem w czasach jej budowy - cukrownie pracowały wówczas do czterech miesięcy w roku, a mimo to opłacało się w Ciechanowie zbudować osadę dla robotników sezonowych, jak również zainwestować w pobliski folwark Szczurzyn, dostarczający pożywienia mieszkańcom.
Kadra urzędnicza i techniczna zakładu posiadała swój dom wraz z budynkami gospodarczymi na północ od cukrowni.
Całość założenia zachowana jest we w miarę niezmienionej formie.